# Jerome Kersey

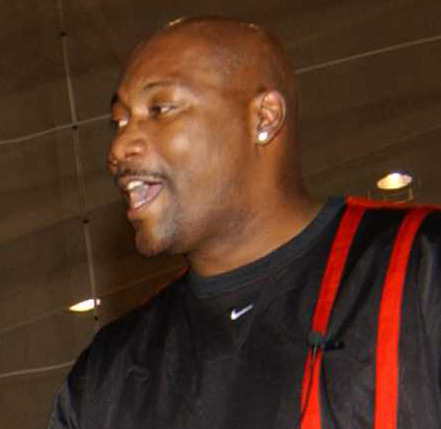
Jerome Kersey

Jerome Kersey (26 de junho de 1962 - 18 de fevereiro de 2015) foi um ex-jogador de basquete norte-americano. Ele foi campeão da Temporada da NBA de 1998-99 jogando pelo San Antonio Spurs.